# Mette Juul

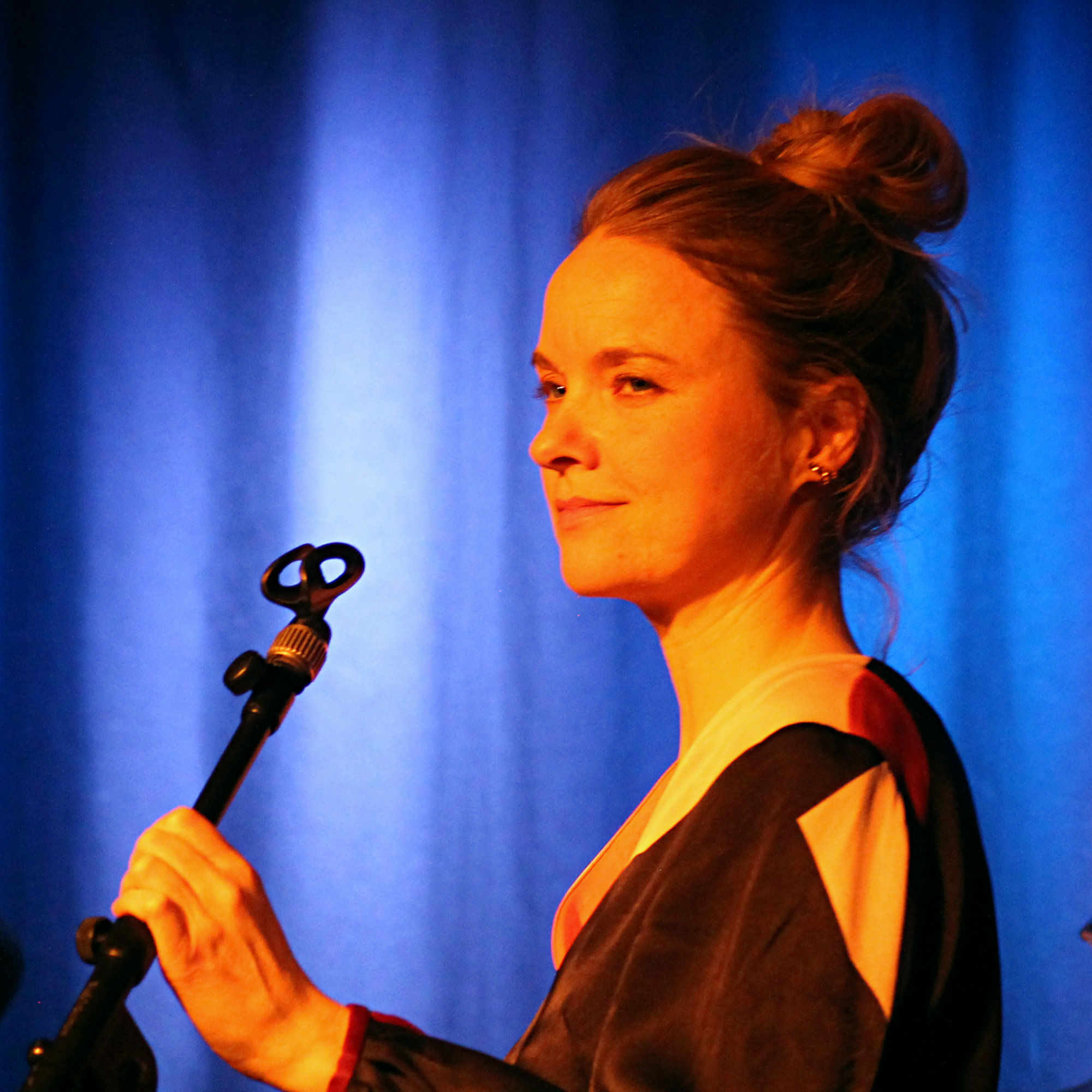
Mette Juul (2017)

Mette Juul (* 15. Oktober 1975 in Hornsyld) ist eine dänische Jazzmusikerin (Gesang, auch Gitarre, Songwriting).

## Leben und Wirken
Juul begann bereits in jungen Jahren zu singen und auch damit, eigene Lieder zu schreiben. Sie trat zunächst in Odense als Autodidaktin auf, um dann schließlich Noten zu lernen und mit 26 Jahren auf dem Rytmisk Musikkonservatorium in Kopenhagen studieren zu können. 2007 gewann sie den Internationalen Jazzkünstlerwettbewerb in Tallinn. Ein Jahr später absolvierte sie ihr Studium.
2009 veröffentlichte Juul ihr Debütalbum Coming in from the Dark, an dem neben Heine Hansen, Jesper Lundgaard und Alex Riel als Gäste Palle Mikkelborg und Poul Halberg beteiligt waren. Ihr zweites Album Moon on My Shoulder erschien 2012. 2015 veröffentlichte Universal Music Group ihr drittes Album There Is a Song vorrangig mit Eigenkompositionen; 2016 wurde sie als beste Sängerin für den Danish Music Award nominiert. Es folgte beim selben Label das brasilianisch angehauchte Album Change (2019), auf dem sie sich von nur Saitenmusikern begleiten ließ und das im Down Beat mit vier Sternen bewertet wurde. Nach ihrer die EP New York–Copenhagen (2020), die ausschließlich Coverversionen enthielt, legte sie 2023 in Triobesetzung ihr Album Celeste vor, auf dem sie wiederum neben Klassikern aus dem Great American Songbook eigene Lieder präsentierte.

## Diskographische Hinweise
- Moon on My Shoulder (Calibrated 2012, mit Ambrose Akinmusire, Nikolaj Hess, Lars Danielsson, Morten Lund)
- There Is a Song (Universal 2015, mit Ambrose Akinmusire, Nikolaj Hess, Mike Moreno, Joe Sanders, Rodney Green)
- Change (Universal 2019, mit Heine Hansen, Ulf Wakenius bzw. Gilad Hekselman bzw. Per Møllehøj, Lars Danielsson)
- Celeste (Naxos 2023, mit Mike Moreno, Lars Danielsson)